# Boczkowice (województwo małopolskie)
Boczkowice – wieś w Polsce położona w województwie małopolskim, w powiecie miechowskim, w gminie Książ Wielki.
W 1595 roku wieś położona w powiecie ksiąskim województwa krakowskiego była własnością starosty chęcińskiego Piotra Myszkowskiego. W latach 1975–1998 miejscowość administracyjnie należała do województwa kieleckiego.

## Części miejscowości
| Identyfikator miejscowości | Nazwa miejscowości | Rodzaj miejscowości |
| -------------------------- | ------------------ | ------------------- |
| 0246340                    | Adama              | część miejscowości  |

W wieku XIX Adama dziś część wsi Boczkowice – osada w powiecie miechowskim, gminie Książ Wielki, parafii Książ Mały.  W 1827 r.  było tu 4 domy i 21 mieszkańców.

## Historia
W wieku XV Boczkowice Wielkie i Boczkowice Małe tak opisuje wsie Długosz w L.B.t.II s. 87.
W dokumencie z r. 1381 występuje Przedwoj z Boczkowic (Kod. Mał., III, 337). W połowie XV w. dziedzicem był szlachcic o nazwisku Kowalowski. Łany kmiece w obu wsiach dawały dziesięcinę kościołowi w Książu Małym, a folwarki (rycerskie) do Mironic.
W wieku XIX Boczkowice, opisano jako wieś i folwark w powiecie miechowskim, gminie i parafii Książ Mały. Wieś oddalona o 5 wiorst na południowy wschód od Książa Wielkiego zaś od Miechowa 18 wiorst, położona w wąskiej dolinie wśród lesistych gór. W 1827 r. było tu 16 domów i 106 mieszkańców. W 1879  22 domy i 188 mieszkańców.